# Jönköpingi repülőtér
A Jönköpingi repülőtér (IATA: JKG, ICAO: ESGJ) Svédország egyik nemzetközi repülőtere, amely Jönköping közelében található. Éves utasforgalma 15 604 fő (2022).

## Futópályák
A repülőtér futópályái:
- 01/19 (aszfalt)
- 11/29 (fű)

## Forgalom
Az utasforgalom az elmúlt években az alábbi módon változott:
| Utasok száma | 117 758 | 107 059 | 62 918 | 82 805 | 93 993 | 95 133 | 112 802 | 100 504 | 12 172 | 15 604 |
|              | 2005    | 2007    | 2009   | 2011   | 2013   | 2014   | 2016    | 2018    | 2020   | 2022   |